# デチェンヴィリ祭壇画
『デチェンヴィリ祭壇画』 (デチェンヴィリさいだんが、伊: Pala dei Decemviri) は、イタリアのルネサンス期の芸術家ピエトロ・ペルジーノが制作した絵画である。ローマのヴァチカン美術館に所蔵されている。
本作は、ペルージャの十人委員会によってパラッツォ・デイ・プリオリの礼拝堂のために依頼され、1495年から1496年に制作された。現在、ウンブリア国立絵画館にある『ピエタ』(87 x 90 cm) が本作の上に置かれていた。

## 概要
装飾と浮彫のある本作は、高い玉座に腰かけている聖母マリアを描いている。聖母の背後には丘のある明るい風景が広がっている。聖母は、幼子イエスを『ファーノの祭壇画』と同様の位置に抱いている。聖母の側には、聖ラウレンティウス、トゥールーズのルイ、ペルージャのヘルクラヌス、コンスタンティウスがいる。
柱廊のモチーフは、『アルバーニ・トルロニアの多翼祭壇画』や『キリストの哀悼』（ウフィツィ美術館）など、ペルジーノの15世紀後半の作品に典型的なものであった。人物像であれ、建築物であれ、同じ型のモチーフを繰り返し何度でも使うことはペルジーノの作品に見られる特徴である。

## ギャラリー

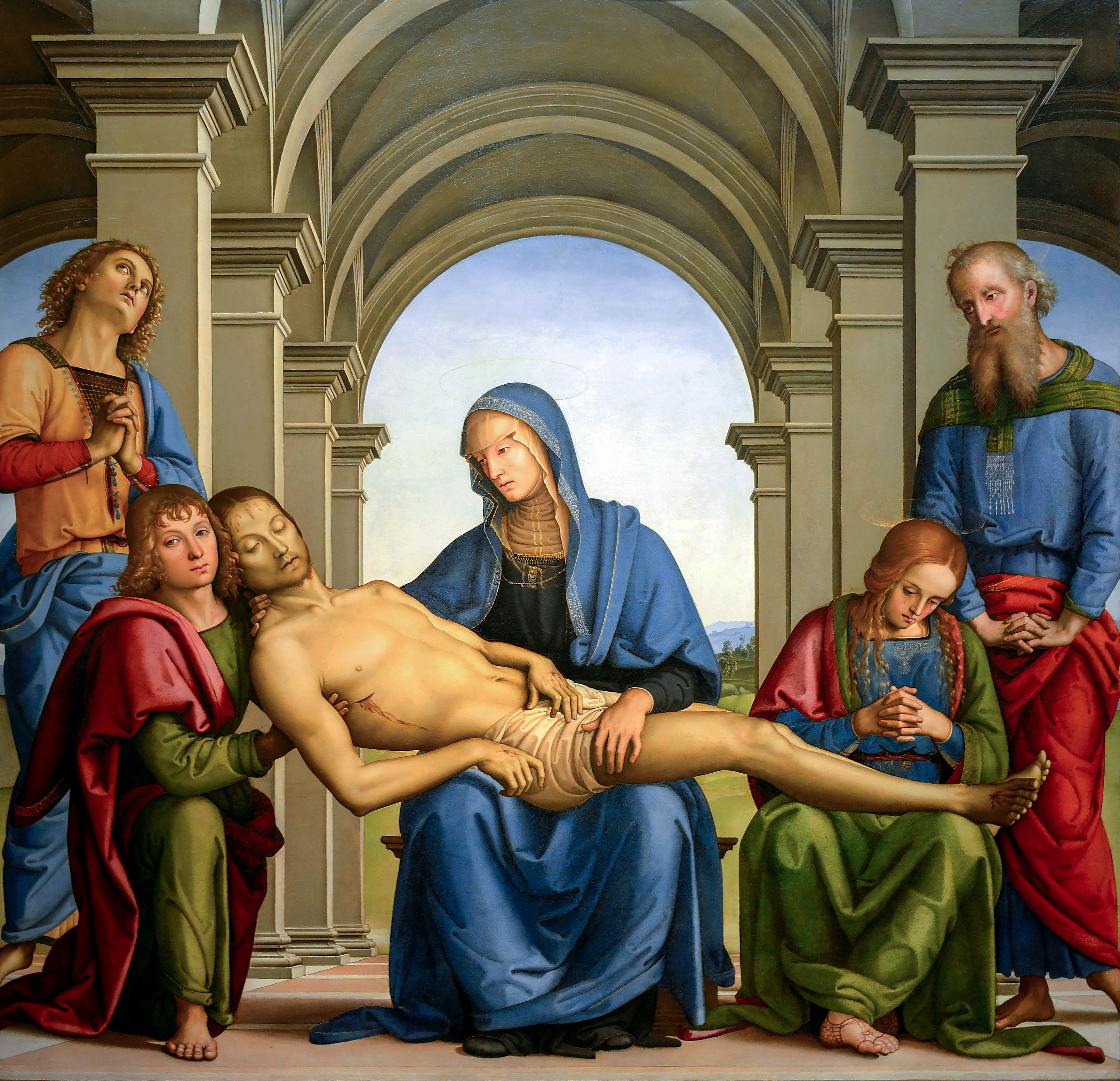
『キリストの哀悼』(1483-1493年頃)、ウフィツィ美術館
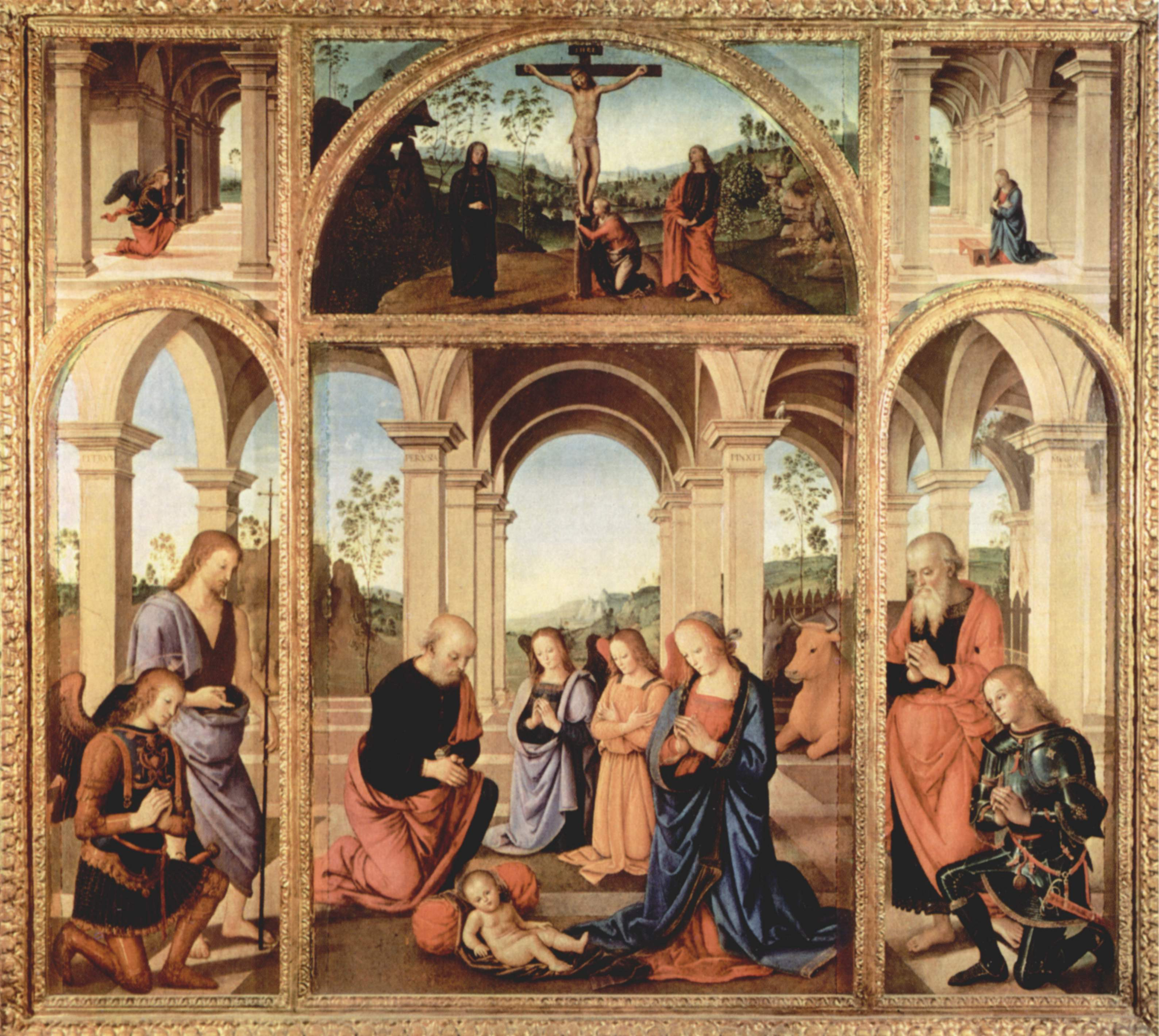
『アルバーニ・トルローニアの多翼祭壇画』(1491年) 個人蔵
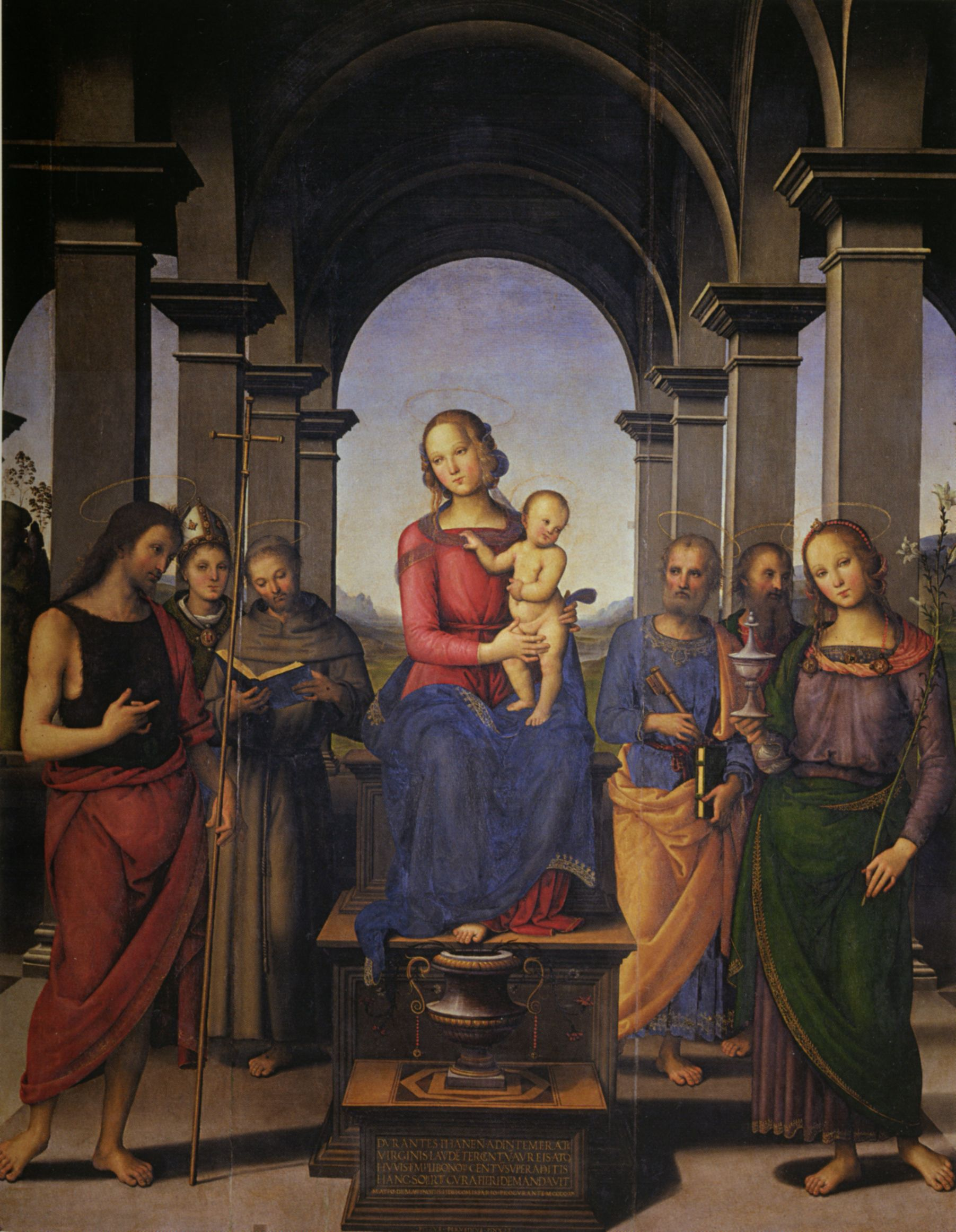
『ファーノの祭壇画』(1497年)、サンタ・マリア・ヌオーヴァ教会 (ファーノ)